# Всеукраинский Совет рабочих депутатов
Всеукраинский Совет рабочих депутатов (укр. Всеукраїнська Рада робітничих депутатів) — выборная национальная организация украинских рабочих. Создан 14 (27) июля 1917 года на Всеукраинском рабочем съезде в Киеве. После острой дискуссии о принципе его формирования (территориального или партийного) пришли к компромиссу: 75 членов (52 — от УСДРП и 23 — от УПСР) выбрали от территориальному, а 25 — от партий, персонально (18 — от УСДРП и 7 — от УПСР). 15 (28) июля 1917 года состоялось его первое заседание, был избран Исполком из 20 членов (14 — от УСДРП и 6 — от УПСР) и президиум исполкома (И. Маевский, Н. Порш и В. Довженко). Всеукраинский Совет рабочих депутатов в полном составе вошёл в УЦР (члены президиума его Исполкома — в Малую раду). Первым документом Совета стала его «Декларация», обращённая к рабочим Украины.